# Yury Bogatov
Yury Vyachelovich Bogatov em (russo:Юрий Вячелавович Богатов;Moscou, 21 de outubro de 1986) é um jogador de vôlei de praia russo que conquistou a medalha de prata na edição da Universíada de Verão de 2011 na China.

## Carreira
Em 2007 conquistou o bronze no Circuito Russo de Vôlei de Praia, conquistando no ano seguinte o vice-campeonato,  repetindo o terceiro lugar  nas edições nos anos de 2009 e 2014, sagrando-se campeão no de ano de 2012.
Na temporada de 2011 representou seu país na edição da  Universíada de Verão de 2011, em Shenzhen, quando alcançou ao lado de Sergey Prokopyev a medalha de prata.
Em 2017 e nos anos seguintes competiu ao lado de Petr Bakhnar e for  vice-campeões no torneio uma estrela de Doha pelo Circuito 2020.

## Títulos e resultados
- Torneio 1* de Doha do Circuito Mundial de Vôlei de Praia:2020
- Circuito Russo de Vôlei de Praia:2012[1]
- Circuito Russo de Vôlei de Praia:2008[1]
- Circuito Russo de Vôlei de Praia:2014[1]
- Circuito Russo de Vôlei de Praia:2009[1]
- Circuito Russo de Vôlei de Praia:2007[1]